# Praça Universitária

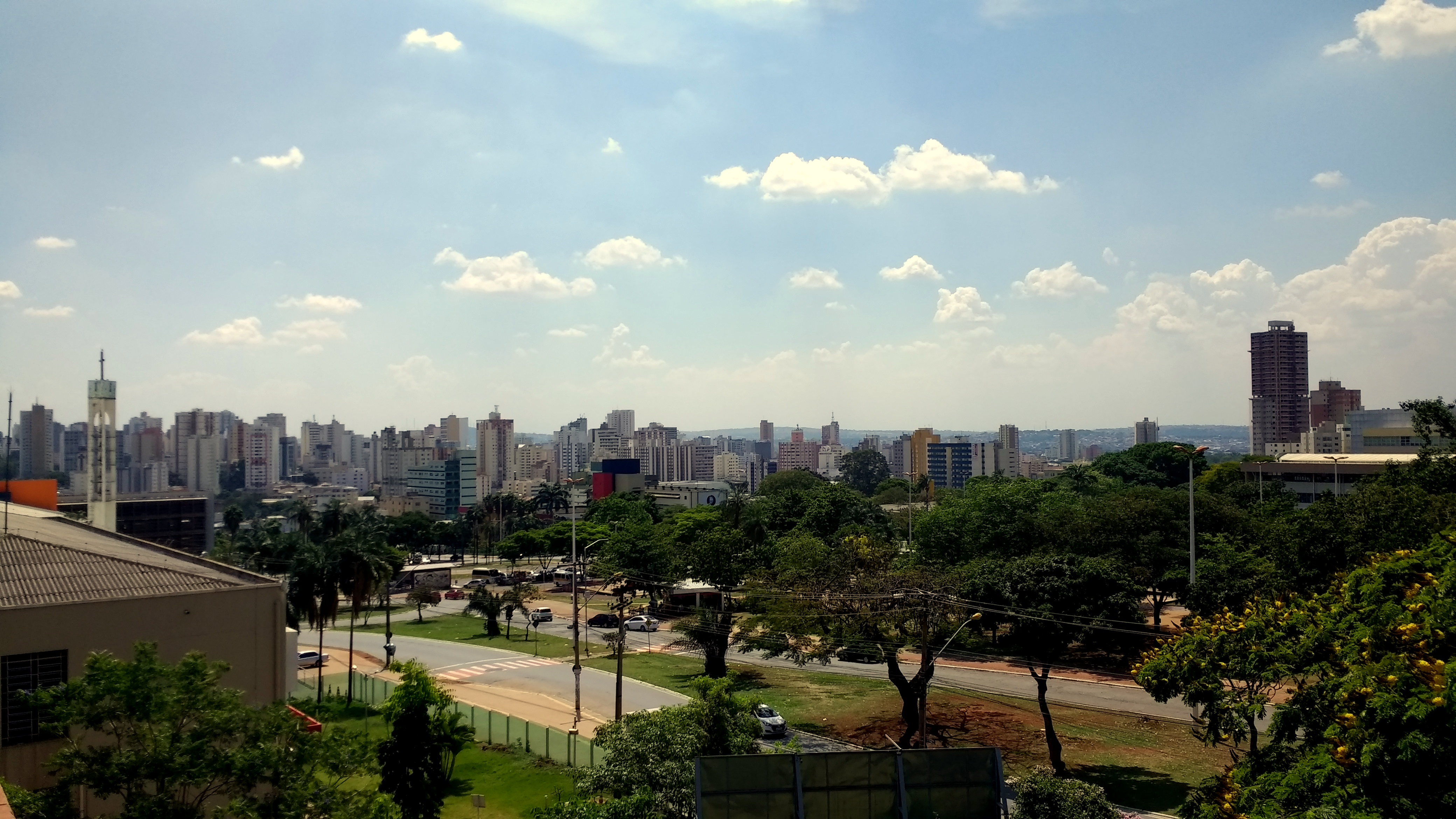
Vista parcial da Praça Universitária a partir do Museu Antropológico da Universidade Federal de Goiás.

A Praça Universitária (oficialmente Praça Honestino Guimarães) é considerada uma das principais praças da cidade brasileira de Goiânia, no estado de Goiás.
Localizada no bairro Universitário, a praça foi construída em 1969 com o objetivo de abrigar o complexo de universidades goianas, até então as existentes Universidade Federal de Goiás (UFG) e Pontifícia Universidade Católica de Goiás (PUC-GO). Ao longo da história, se tornou uma praça frequentada por estudantes universitários e local de manifestações políticas. Em sua estrutura, abriga o Palácio da Cultura, além de vários monumentos artísticos.